# Indiana Jones and the Dial of Destiny
Indiana Jones and the Dial of Destiny er en amerikansk eventyrfilm fra 2023 instrueret af James Mangold. Det er den femte og sidste film i Indiana Jones filmserien. Filmen er også den eneste film i serien som ikke er instrueret af Steven Spielberg. Samtidigt er det også den første film i serien som skaberen George Lucas ikke har været involveret i. Filmen er produceret af Lucasfilm og distribueret af Walt Disney Studios Motion Pictures. 
Filmen udkom i Danmark den 30. juni 2023.

## Medvirkende
- Harrison Ford som Indiana Jones
- Mads Mikkelsen som Jürgen Voller
- Boyd Holbrook som Klaber
- Olivier Richters som Hauke
- Toby Jones som Basil Shaw
- Thomas Kretschmann som Colonel Weber
- Phoebe Waller-Bridge som Helena Shaw
- Ethann Isidore som Teddy Kumar
- John Rhys-Davies som Sallah
- Shaunette Renée Wilson som Agent Mason
- Antonio Banderas som Renaldo
- Karen Allen som Marion Ravenwood